# 嘉德蘭聖殿
嘉德蘭聖殿（Kirtland Temple）是位於美國俄亥俄州柯特蘭的一座美國國家歷史名勝。嘉德蘭聖殿由基督社區所有運營。嘉德蘭聖殿是後期聖徒運動修建的第一座聖殿，建築融合了聯邦式建築、希臘復興式建築和哥特復興式建築的風格。

## 文献及說明

### 說明
1. ↑  爲官方中文名稱。
2. ↑  嘉德蘭聖殿之名稱，英語原文爲Kirtland Temple，中文翻譯取自.   [2019-06-30]. （原始内容存档于2020-10-29） （英语）.與.   [2019-06-30]. （原始内容存档于2021-01-06） （中文）.對照。
3. ↑  耶穌基督後期聖徒教會曾對於.   [2019-07-04]. （原始内容存档于2020-09-17） （英语）.翻譯為.   [2019-07-03]. （原始内容存档于2020-09-17） （中文）.，2001年更名為Community of Christ後，則翻譯為基督社區。